# Новий Сьвентув
Новий Сьвентув (пол. Nowy Świętów) — село в Польщі, у гміні Ґлухолази Ниського повіту Опольського воєводства.
Населення — 952 особи (2011).

## Демографія
Демографічна структура станом на 31 березня 2011 року:
|          | Загалом | Допрацездатний вік | Працездатний вік | Постпрацездатний вік |
| -------- | ------- | ------------------ | ---------------- | -------------------- |
| Чоловіки | 473     | 86                 | 337              | 50                   |
| Жінки    | 479     | 65                 | 298              | 116                  |
| Разом    | 952     | 151                | 635              | 166                  |